# Super Bomberman 2
Super Bomberman 2  es un videojuego de Hudson Soft para Super Nintendo.
Como el juego Super Bomberman consiste en crear bombas para luego destruir a tus enemigos y bloques.

## Introducción
Un grupo de Bomberman llamado "Dastardly Bombers" (Magnet, Golem, Pretty, Brain y Plasma Bomber) se unen para dominar al mundo gracias a sus superpoderes de: magnetismo, fuego, amor, inteligencia y poder malvado construyan un cuartel; y tratan de destruir a Bomberman.

## Jugabilidad
El juego consiste en 5 cuarteles con 7 niveles cada uno; siempre en el último nivel de cada cuartel aparece el jefe (los bomber dastardly) y luego debes destruirlo con su máquina. El Modo historia solo es para 1 jugador, mientras que el Modo Multijugador pueden jugar hasta 4 personas utilizando el accesorio Super Multitap.
- Datos: Q3129978